# نوکیا ۲۶۵۱
نوکیا ۲۶۵۱ یک‌نمونه از گوشی‌های تلفن همراه سری ۲۰۰۰ شرکت نوکیا می‌باشد که توسط همین شرکت به بازار عرضه شده‌است.